# Норт Луисберг (Охајо)
Норт Луисберг (енгл. North Lewisburg) град је у америчкој савезној држави Охајо.

## Демографија
По попису из 2010. године број становника је 1.490, што је 98 (-6,2%) становника мање него 2000. године.
| Група             | 2000.         | 2010.         |
| Белци             | 1.542 (97,1%) | 1.416 (95,0%) |
| Афроамериканци    | 13 (0,8%)     | 6 (0,4%)      |
| Азијати           | 1 (0,1%)      | 7 (0,5%)      |
| Хиспаноамериканци | 10 (0,6%)     | 13 (0,9%)     |
| Укупно            | 1.588         | 1.490         |